# James Rooney (homme politique canadien)
Pour les articles homonymes, voir James Rooney.
James Hendrick Rooney (1897 - 24 août 1961) est un comptable et politique canadien de l'Ontario. Il est député fédéral libéral de la circonscription ontarienne de St. Paul's de 1949 à 1953.
Défait en 1940 et en 1945, il est finalement élu en 1949. Siégeant un seul mandat, il subit à nouveau la défaite en 1953 et en 1957.